# Surdoux
Surdoux (tiếng Occitan: Surdòu) là một xã của tỉnh Haute-Vienne, thuộc vùng Nouvelle-Aquitaine, miền trung nước Pháp.